# نارین (یاوان)
نارین  جماعت و شهرکی در جنوب غربی کشور تاجیکستان است که در ناحیهٔ یاوان ولایت ختلان قرار دارد. جمعیت این جماعت ۱۴۴۴۰ است.